# Liste der Universitäten in Madagaskar
Dies ist eine Liste der Universitäten in der Republik Madagaskar:

## Ministeriell anerkannte Hochschulen
- Université d’Antananarivo (gegründet 1955)
- Université d’Antsiranana (gegründet 1976)
- Université de Fianarantsoa (gegründet 1992)
- Université de Mahajanga (gegründet 1977)
- Université de Toliara (gegründet 1971)
- Université de Toamasina (gegründet 1977)
- Université Catholique de Madagascar, UCM (gegründet 1916 als Grand Séminaire d’Antananarivo)